# Alwin Freudenberg
Alwin Freudenberg (* 19. November 1873 in Kamenz; † 30. Juni 1930 in Radebeul) war ein deutscher Schriftsteller und Pädagoge.

## Leben und Wirken
Freudenberg wohnte ab 1902 in Radebeul, erst in der Sidonienstraße 1, ab 1916 in der heutigen Karl-May-Straße 2.
Er verstand sich als Literaturpädagoge. Von ihm stammen eine Vielzahl von Kinder- und Jugendbüchern, einzelnen Gedichten, Kinderliedern, aber auch das Märchenspiel In Knecht Ruprechts Werkstatt (1914).
Aus der Vielzahl seiner Werke ragt das 1910 verfasste Scherzgedicht Vom Riesen Timpetu heraus, das auch in heutiger Zeit immer wieder in entsprechende Anthologien aufgenommen wird.
Eine Sonderstellung in seinem Werk nimmt das 1918 erschienene pädagogische Magazin Krieg und Christentum ein.

## Werke
- Was der Jugend gefällt. Alexander Köhler, Dresden 1904. (GEI-Digital)
- Kunstgemäß und schulgerecht: ein methodischer Wegweiser zur Gedichtsbehandlung in der Volksschule. Huhle, Dresden 1908.
- Kreuz und quer durchs Kinderland. 1910 (Online: Achtung! Landstraße frei! und Der Radfahrer).
- Sonnenschein. (Lieder) 1910.
- Was schreibe ich ins Album. 1910.
- Vom Riesen Timpetu. 1910 (Online-Version).
- Aphorismen aus der Pädagogik der Gegenwart: Zitate über Erziehung und Unterricht der Jugend aus den Werken berufener deutscher Pädagogen und Schulmänner. Huhle, Dresden 1912.
- In Knecht Ruprechts Werkstatt. (Märchenspiel), Huhle, Dresden 1914.
- Vier Vaterlandsgesänge. Huhle, Dresden 1916.
- Krieg und Christentum. Beyer, Langensalza 1918.
- Kinder vor Weihnachten: Ein fröhl. Szenenspiel mit Gesang, darzustellen von Kindern. Huhle, Dresden, 1921.
- Ein froher Weihnachtsabend (Weihnachtsspiel mit Gesang in zwei Bildern). Huhle, Dresden, 1929. (SLUB)